# Creu Alemanya
L'Orde de Guerra de la Creu Alemanya (alemany: Kriegsorden des Deutschen Kreuzes), més coneguda com a Creu Alemanya (Deutschen Kreuzes) o, simplement, DK, és una condecoració de guerra de l'Alemanya Nazi, creada el 28 de setembre del 1941 per Adolf Hitler. S'atorgava en dues classes, Or i Plata.
La classe d'Or era en reconeixement de les repetides accions de valentia o el comandament excepcional, però que no justifiquessin la concessió de la Creu de Cavaller de la Creu de Ferro, però que fossin superiors per a la concessió de la Creu de Ferro de 1a Classe.
La Classe de Plata era una actuació significativa en la conducció militar de la guerra.
La Creu Alemanya en Or se situava per damunt de la Creu de Ferro de 1a Classe, però per sota de la Creu de Cavaller de la Creu de Ferro; mentre que la Creu Alemanya en Plata se situava entre la Creu al Mèrit de Guerra de 1a Classe amb Espases, però per sota de la Creu al Mèrit de Guerra amb Espases

## Elegibilitat
La Creu Alemanya era concedida en dues versions: or i plata (el color de la corona de llorer al voltant de la esvàstica). La versió d'or era atorgada al personal militar per repetides accions de valentia en combat, o pel lideratge militar, amb 6 o 8 accions com a norma. La versió de plata era atorgada pels diversos serveis distingits en e l'esforç de guerra i era considerat com una continuació de la Creu del Mèrit de Guerra. Quan un receptor rebia ambdues versions, només estava autoritzat a lluir la versió d'or. 
L'article 3 de la llei que regulava la Creu Alemanya senyala que per qualificar-se per a la Creu Alemanya (en or o plata), el receptor havia d'estar en possessió de la Creu de Ferro de 1a classe, o de la Creu del Mèrit de Guerra de 1a classe amb Espases. La concessió de la Creu Alemanya no era un requisit previ per a la concessió de la Creu de Cavaller (ja fos de la Creu de Ferro de la Creu al Mèrit de Guerra). 
Si bé els civils no eren elegibles, es podia concedir a membres de formacions uniformades, incloent la policia o els treballadors ferroviaris.
Des del 30 d'agost de 1944, els receptors de la classe or de la Insígnia del Combat Tancat eren habitualment condecorats amb la Creu Alemanya d'Or, sense la necessitat de més justificació, tot i que la concessió addicional no sempre es donava. 

## Història

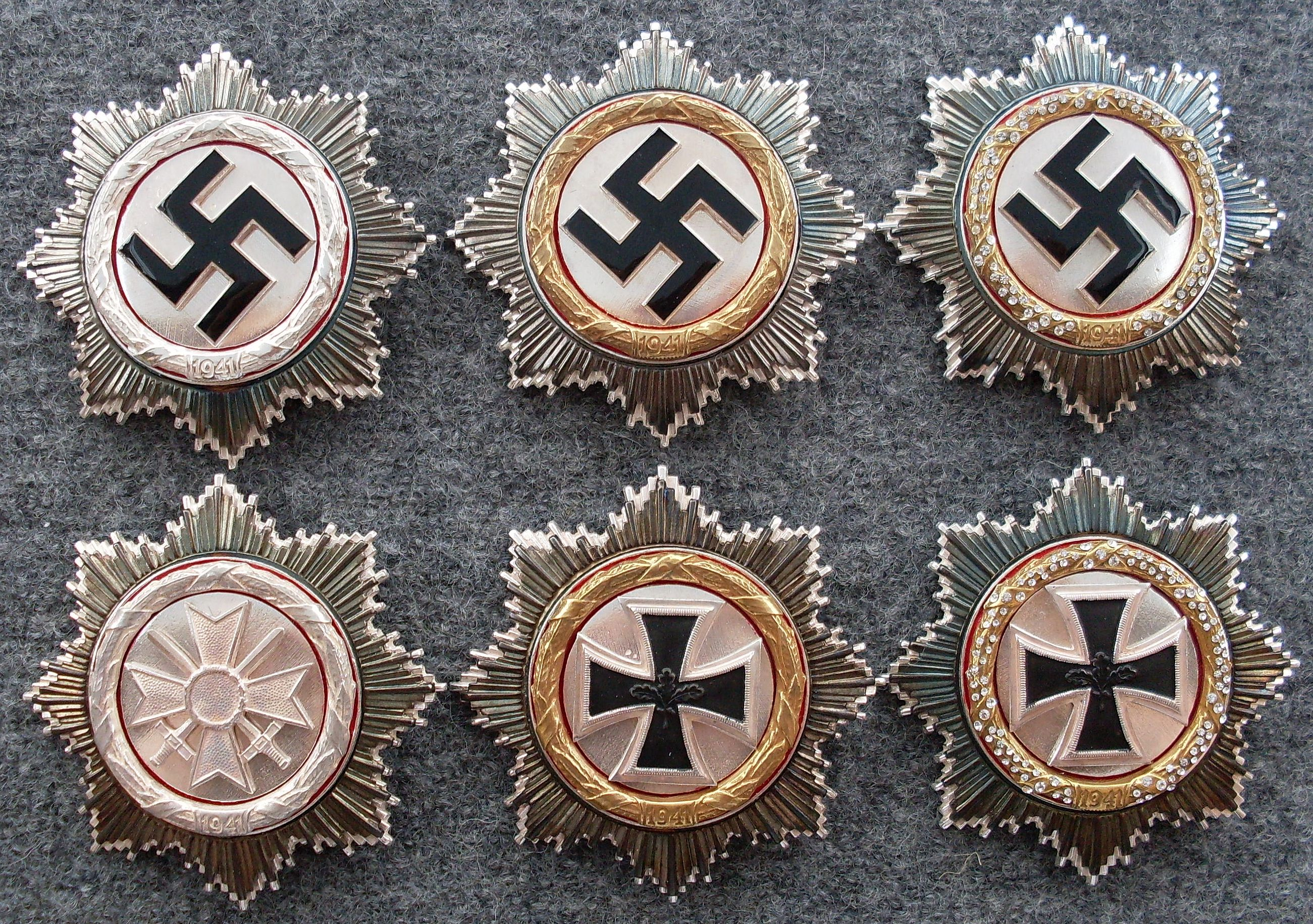
Creu Alemana en Plata, Or i Diamants
Versions desnazificades en Plata, Or i Diamants

Es va crear per reconèixer una acumulació o repetició d'exits militars de manera contínua, especialment al front.
Originalment s'havia d'anomenar "Orde de l'Esvàstica", convertint-se en una condecoració essencialment nazi, però el tradicional Alt Comandament de la Wehrmacht el va aconseguir persuadir per anomenar-la "Orde de la Creu Alemanya" o, com era més comunament coneguda, "Creu Alemanya"; això no obstant, el seu disseny ja era una glorificació del nazisme y la seva potència militar, en una època en què dominaven a tots els fronts (doncs de fet, el disseny central està clarament basat en l'escut nazi).
Les dues ordes eren independents l'una de l'altra, i eren igualment independents dins el sistema honorífic alemany (no eren un pas intermedi entre la Creu de Ferro de 1a Classe i la Creu de Cavaller de la Creu de Ferro). Se'n van atorgar 1.114 de Plata i 24.204 d'Or.
El fet que no fossin còmodes de portar (especialment entre els tanquistes i tots aquells que operaven en llocs estrets) va fer que s'aprovés una versió en roba, però només per portar-la sobre l'uniforme de feines. No obstant això, durant el darrer any de la guerra era més comú atorgar la versió de roba que no pas la de metall. la roba de fons era del mateix color que l'uniforme: verd gris per al Heer, blau marí per la Kriegsmarine i blau per la Luftwaffe.

Es va autoritzar un grau especial, conegut com a la "Creu Alemanya amb Diamants", que havia d'anar jeràrquicament per damunt de la Creu de Cavaller de la Creu de Ferro. Els criteris per a la seva concessió no van quedar clars, tot i que se suposa que seria per a les tropes més endurides i amb un servei de combat més extensiu. No es va arribar a atorgar mai. També és possible que Hitler decidís retardar la seva presentació al fet que la guerra s'hagués guanyat amb la intenció d'atorgar-la a un grup selecte que hagués demostrat els més alts nivells de fites durant tota la guerra
En total se'n van atorgar 24.204 d'Or i 1.114 en Plata, quedant així les concessions.:
| Or     |           |              |              |            |
| Heer   | Luftwaffe | Kriegsmarine | SS i Policia | Estrangers |
| ------ | --------- | ------------ | ------------ | ---------- |
| 14.639 | 7.248     | 1.481        | 822          | 14         |
| Plata  |           |              |              |            |
| 874    | 65        | 105          | 70           |            |

Els membres de la SS que obtenien la Creu Alemanya immediatament rebien l'Anell de la Calavera de les SS.

### Versió de 1957
Després d'una prohibició inicial, la República Federal d'Alemanya va tornar a autoritzar el lluïment de moltes condecoracions militars de la Segona Guerra Mundial el 1957. Aquestes incloïen la Creu Alemanya, redissenyada eliminant l'esvàstica, sent substituïda per la representació de la Creu de Ferro per a la divisió Or i per la Creu al Mèrit de Guerra amb Espases per la clase Plata. Els membres del Bundeswehr podien portar l'escut a la barra de la cinta, representat per una petita rèplica del premi en una cinta grisa de camp.

## Disseny

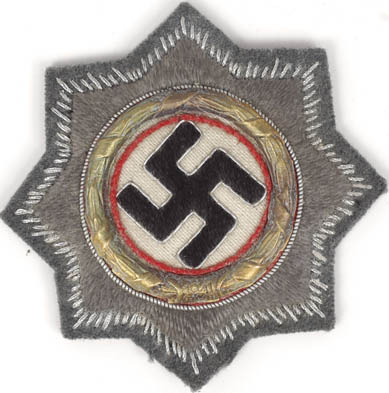
La versió en roba de la Creu Alemanya en Or

Una estrella de 8 puntes. Al centre hi ha un anell en esmalt vermell. Sobre l'esmalt hi ha una corona de llorer, d'or o de plata. Dins de l'anell, hi ha una esvàstica en esmalt negre sobre esmalt blanc. A la part inferior de la corona hi ha la data 1941.
Es lluïa al costat dret de l'uniforme.
A la classe Diamants, aquests estaven engastats sobre la corona. Se'n van fabricar una vintena el 1942, però mai no van ser atorgades.
Les classes de l'orde només es distingeixen pel color del llorer (or o plata)

## Receptors

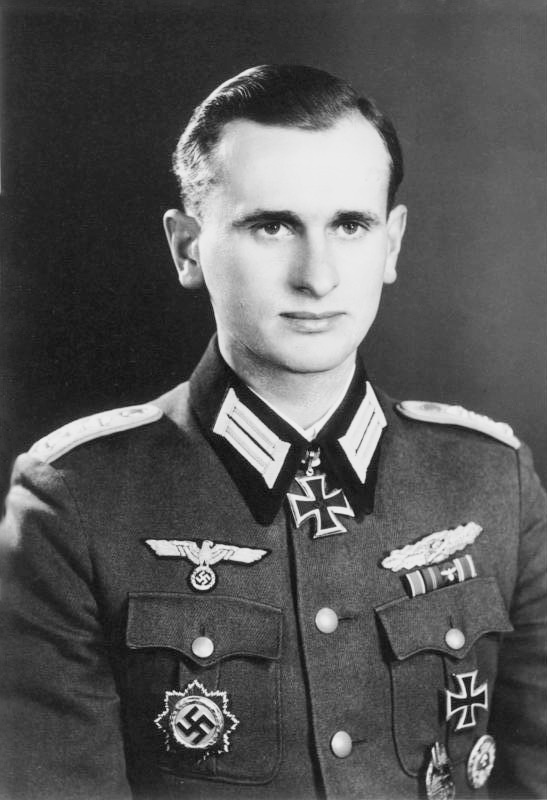
El Hauptmann Alfred Jaedtke, amb la Creu Alemanya

Entre els diversos receptors de des classes Or i Plata trobem:
- Major Josef Gangl, 8 de març de 1945 (or)
- SS-Gruppenführer und Generalleutnant der Polizei Odilo Globocnik, 7 de febrer de 1945 (or) & 20 de gener de 1945 (plata)
- SS-Standartenführer Rudolf Lange, 6 de febrer de 1945 (or) atorgada a títol pòstum per Adolf Hitler.
- SS-Gruppenführer Bruno Streckenbach, 15 de desembre de 1943 (or)
- Generalmajor Ernst Merk, 11 de febrer de 1944 (or) & 6 de juliol de 1942 (plata)
- SS-Standartenführer und Oberst der Polizei Walther Rauff, 7 de febrer de 1945 (or) & 20 de maig de 1943 (plata)
- General Felix Schwalbe, 7 de desembre de 1944 (or) & 30 de novembre de 1943 (plata)
- Generalleutnant Bodo Zimmermann, 25 September 1944 (or) & 15 de febrer de 1943 (plata)
- SS-Hauptsturmführer Alfred-Ingemar Berndt, 17 de juliol de 1943 (or)
- SS-Sturmbannführer Wilhelm Mohnke, 26 de desembre de 1941 (or)
- SS-Obersturmbannführer Fritz Knoechlein, 15 de novembre de 1942 (or)
- Generalleutnant Walter Krupinski, 27 d'agost de 1942 (or)
- Oberleutnant Franz Stigler, 1 d'octubre de 1944 (or)
- Major Günther Specht, 25 de novembre de 1943 (or) [13]
- General der Artillerie Helmuth Weidling, 23 de juny de 1942 (or)
- General der Infanterie Hans Krebs, 26 de gener de 1942 (or)

### Receptors estrangers
L'octubre de 1942 es va estendre la concessió de la Creu Alemanya en Or a les forces armades dels països aliats, sota les mateixes bases que per a les forces alemanyes.
Entre els receptors estrangers trobem:
Bèlgica
- SS-Standartenführer Léon Degrelle, 9 d'octubre de 1944

Croàcia
- Poručnik Cvitan Galić, 23 de juny de 1943
- Natporučnik Mato Dukovac

Estònia
- Leitnant Hando Ruus, 30 de desembre de 1944

Finlàndia
- Kenraali Erik Heinrichs, 17 d'agost de 1943
- Generallöjtnant Jarl Lundqvist, 9 de novembre de 1943
- Generallöjtnant Karl Lennart Oesch, 5 d'agost de 1944,
- SS-Obersturmführer Ulf-Ola Olin, 28 de febrer de 1945

Itàlia
- Ammiraglio di Squadra Luigi Sansonetti, 18 de gener de 1942
- Maresciallo d'Italia Ettore Bastico, 5 de desembre de 1942
- Generale di corpo d'armata Enea Navarini, 21 de desembre de 1942
- Generale di squadra aerea Rino Corso Fougier ,18 de gener de 1943

Letònia
- Untersturmführer Kārlis Mūsiņš
- Standartenführer Vilis Janums, 1 de març de 1945

Romania
- General de armată Gheorghe Avramescu, 25 d'octubre de 1942
- General de brigadă Leonard Mociulschi, 25 d'octubre de 1942
- General de brigadă Ermil Gheorghiu, 11 de febrer de 1943
- Căpitan Nicolae Dabija, 10 de febrer de 1944

Espanya
- General de brigada Emilio Estéban Infantes y Martín, 9 April 1943

En total, uns 26 voluntaris no alemanys de les Waffen-SS provinents de Bèlgica, Dinamarca, Estònia, Finlàndia, Hongria, Letònia, els Països Baixo i Noruega van rebre la Creu Alemanya en Or.

## Sobrenoms
El coronel Hans von Luck l'anomenava "l'ou fregit de Hitler", en resposta la seva vistositat.
 Un altre sobrenom per a la decoració era " El reflector del Partit per als miops".